# Brüder (Fernsehserie)
Die US-Sitcom Brotherly Love lief zwischen 1995 und 1997 im US-Sender NBC. Im deutschsprachigen Fernsehen lief die Serie unter dem Namen Brüder. Sie wurde von 1997 bis 1999 auf RTL und bis 2001 auf RTL II ausgestrahlt. Im österreichischen Fernsehen lief sie in den Jahren 1997 und 1998 auf ORF 1. Später strahlte der Sender Disney Channel die Serie ebenfalls kurzzeitig aus. Wiederholt wurde sie zum Teil unter dem Titel Wilde Brüder mit Charme!.

## Handlung
In der Serie geht es um Joe, Matthew und Andrew Roman, die von den drei Brüdern Joey, Matthew und Andrew Lawrence gespielt werden.
Joey, der älteste der drei Brüder, ist der Halbbruder von Matthew und Andrew und wächst bei seiner Mutter auf. Als nun der gemeinsame Vater stirbt, begibt er sich nach Philadelphia zu seiner Stiefmutter Claire Roman und seinen beiden Halbbrüdern, um sich seinen Erbanteil an der Autowerkstatt seines Vaters auszahlen zu lassen. Mit dem Erbe plant er, in Florida ein Rennteam zu gründen. Bei seinem Besuch bei den Brüdern merkt er, dass er dort gebraucht wird. Also entscheidet er sich zu bleiben und in der Werkstatt seines Vaters zu arbeiten.
Der Schwerpunkt der Serie konzentriert sich auf die Eigenheiten der drei Brüder. Bei Joey dreht sich alles um die Frauen, Matthew versucht verzweifelt, sich Anerkennung in der Highschool zu verschaffen und Andy, der jüngste der Brüder, hat nur Unsinn im Kopf.

## Personen
Joey „Joe“ RomanEr ist der älteste der drei Brüder und der Halbbruder von Matt und Andy. Joe ist manchmal arrogant und versucht erfolglos, Louise für sich zu gewinnen. Von seinen Brüdern wird er bewundert.
Matthew „Matt“ RomanEr ist zwischen 16 und 17 Jahren alt und ein Weichei. Er hilft gern im Haushalt, zum Beispiel beim Tischdecken und wird häufig hinters Licht geführt.
Andrew „Andy“ RomanEr ist der jüngste der Brüder und verfügt über große Fantasie. Im Laufe der Zeit sieht man ihn in den verschiedensten Kostümen (Spider-Man, Wolf).
Claire RomanSie ist die Stiefmutter von Joe sowie die leibliche Mutter von Matt und Andy.
Louise DavisSie ist eine weibliche Mechanikerin. Wenn Joe sie wieder einmal anmacht, kontert sie, indem sie ihm sarkastische Abfuhren erteilt.
Lloyd BurwellEr ist ebenfalls ein Mechaniker. Lloyd wird als etwas „beschränkt“ dargestellt, überrascht aber immer wieder mit geistreichen Bemerkungen und Kenntnissen (zum Beispiel Klassik, Shakespeare). Er ist ziemlich übergewichtig.

## Episodenliste

### Staffel 1
| Nr. (gesamt) | Nr. (Staffel) | Episodentitel                 | Originaltitel           | Erstausstrahlung (Deutschland) | Erstausstrahlung (USA) |
| ------------ | ------------- | ----------------------------- | ----------------------- | ------------------------------ | ---------------------- |
| 1            | 1             | Die neue Familie              | Brotherly Love          | 5. April 1997                  | 16. September 1995     |
| 2            | 2             | Abstecher nach Palm Beach     | Uptown Girl             |                                | 8. Oktober 1995        |
| 3            | 3             | Schrottkunst                  | Such A Bargain          |                                | 17. September 1995     |
| 4            | 4             | Matts Reifeprüfung            | The Sleepover Show      |                                | 29. Oktober 1995       |
| 5            | 5             | Verkuppeln will gelernt sein  | The Liberty Bell Show   |                                | 24. September 1995     |
| 6            | 6             | Ein Sommernachtsalptraum      | A Midsummer’s Nightmare |                                | 1. Oktober 1995        |
| 7            | 7             | Eine Verkleidung zum Gruseln  | Witchcraft              |                                | 30. Oktober 1995       |
| 8            | 8             | Der Comic-Kongress            | The Comic Con           |                                | 25. Oktober 1995       |
| 9            | 9             | Die nächtliche Sause          | The Driving Lesson      |                                | 8. Dezember 1996       |
| 10           | 10            | Auf den Schwingen der Liebe   | Bait And Switch         |                                | 12. November 1995      |
| 11           | 11            | Die Epidemie                  | Outbreak!               |                                | 19. November 1995      |
| 12           | 12            | Batman, Robin und drei Brüder | Once Around The Clock   |                                | 4. März 1996           |
| 13           | 13            | Wünsche, Träume und Geschenke | A Roman Holiday         |                                | 18. Dezember 1995      |
| 14           | 14            | Die Doppelhochzeit            | Double Date             |                                | 1. April 1996          |
| 15           | 15            | Die Gefühlskrise              | Bride And Prejudice     |                                | 25. März 1996          |
| 16           | 16            | Das große Rennen              | Remember                |                                | 11. März 1996          |

### Staffel 2
| Nr. (gesamt) | Nr. (Staffel) | Episodentitel                    | Originaltitel            | Erstausstrahlung (Deutschland) | Erstausstrahlung (USA) |
| ------------ | ------------- | -------------------------------- | ------------------------ | ------------------------------ | ---------------------- |
| 17           | 1             | Liebe geht durch den Magen       | Pizza Girl               |                                | 30. März 1997          |
| 18           | 2             | Vater für einen Tag              | Big Brotherly Love       |                                | 18. März 1996          |
| 19           | 3             | Geburtstag mit Tücken            | Joe At 21                |                                | 22. September 1995     |
| 20           | 4             | Richtige Kerle                   | Lord Of The Guys         |                                | 15. September 1996     |
| 21           | 5             | Lohn der Angst                   | Big Mike                 |                                | 20. Oktober 1996       |
| 22           | 6             | Wer knutscht da meine Mom?       | Claire’s First Date      |                                | 29. September 1996     |
| 23           | 7             | Der Babysitter                   | Viva La Fraternité       |                                | 23. Oktober 1996       |
| 24           | 8             | Mutter und Sohn                  | Motherly Love            |                                | 3. November 1996       |
| 25           | 9             | Matt dreht durch                 | Kernal Of Truth          |                                | 10. November 1996      |
| 26           | 10            | Die Schönste der Schule          | Downtown Girl            |                                | 17. November 1996      |
| 27           | 11            | Ein Königreich für eine Pizza    | The Great Indoors        |                                | 24. November 1996      |
| 28           | 12            | Die Tätowierung                  | The Comet                |                                | 9. Februar 1997        |
| 29           | 13            | Italiener sind bessere Liebhaber | The Power Of Love        |                                | 8. Dezember 1996       |
| 30           | 14            | Eifersüchteleien                 | Other People             |                                | 6. Oktober 1996        |
| 31           | 15            | Joeys Vergangenheit              | Paging Nell              |                                | 2. Februar 1997        |
| 32           | 16            | Die Mitternachtsparty            | Party Girl               |                                | 12. Januar 1997        |
| 33           | 17            | Lloyd und die Frauen             | Skin Deep                |                                | 19. Januar 1997        |
| 34           | 18            | Wie gewonnen, so zerronnen       | Easy Come, Easy Go       |                                | 20. April 1997         |
| 35           | 19            | Klempner gesucht                 | Stealing Beauty          |                                | 16. Februar 1997       |
| 36           | 20            | Der Kunstbanause                 | Art Attack               |                                | 23. Februar 1997       |
| 37           | 21            | Unter dem Pantoffel              | Girl Crazy               |                                | 18. Mai 1997           |
| 38           | 22            | Der perfekte Stiefvater, Teil 1  | I Scream, You Scream (1) |                                | 27. April 1997         |
| 39           | 23            | Der perfekte Stiefvater, Teil 2  | I Scream, You Scream (2) |                                | 4. Mai 1997            |
| 40           | 24            | Muttertag                        | Mother’s Day             |                                | 11. Mai 1997           |